# Regeneració

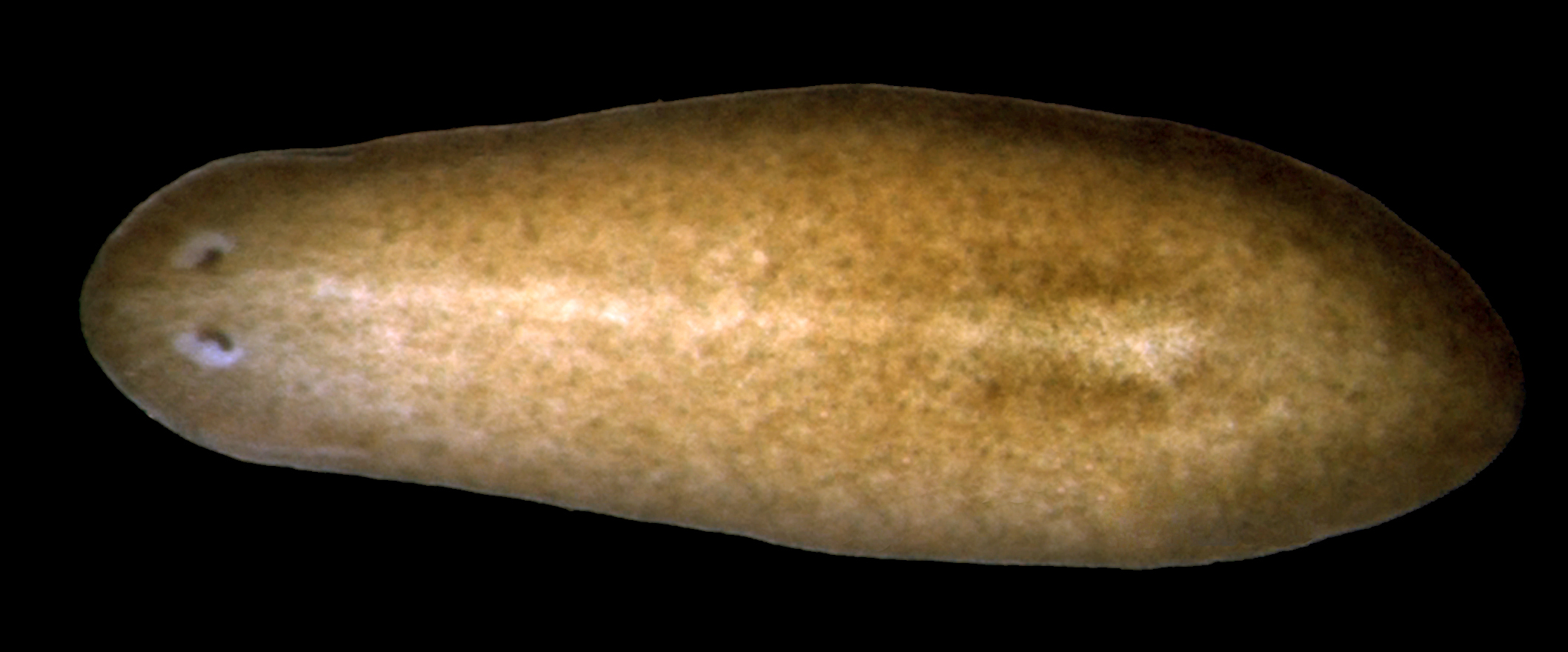
Els triclàdides (o planàries) com Schmidtea mediterranea són ben coneguts per la seva capacitat de regeneració.

La regeneració biològica és la restauració de teixits danyats o perduts, ja siguin òrgans o extremitats. És una forma de reparació de teixits orgànics. A més de descriure qualsevol procés de sanació, regenerar és una forma de sanar notable per la seva capacitat de produir membres perduts, recompondre connexions nervioses, i altres danys.
Cucs marins com nemertins quan se'ls molesta, com mitjà de defensa i reproducció, esclaten, es fragmenten en nombroses parts, que per regeneració i en condicions favorables produeixen nous individus.
Dividint en dos el cos d'un cuc, i posant-lo en un ambient favorable, s'observa que no solament els dos fragments sobreviuen, sinó que després d'un temps, el fragment cefàlic regenera la cua i el fragment cabal regenera la part cefàlica. Aquesta capacitat més desenvolupada en alguns embrancaments de cuc que en uns altres, de manera que alguns no aconsegueixen regenerar-se totalment, o moren. La regeneració s'ha estudiat a fons en les planàries.
Inutils de vertebrats, com rèptils i peixos, part d'aquesta capacitat.
La regeneració és comuna en els embrions, i en adults de moltes espècies animals: estrella de mar, hidra, cranc de ferradura, Urodelos (com el Ambystoma mexicanum o el tritó), i un tipus de ratolí.
També en els mamífers aquesta la capacitat de regenerar. Exemples de regeneració en els mamífers són les cuernas, les falanges dels dits i els forats en les orelles. De l'estudi sobre la regeneració de la punta dels dits ha sorgit la primera demostració d'un programa regenerador mamífer. Si els processos regeneratius poden desxifrar-se, es creu que es donarà un millor tractament a persones amb danys en el seu sistema nerviós (com les paraplegies resultants d'un accident o una infecció de pòlio), pèrdua de membres, òrgans malmesos o destruïts, etc.